# Envronville
Envronville é uma comuna francesa na região administrativa da Normandia, no departamento de Sena Marítimo. Estende-se por uma área de 6,22 km². Em 2010 a comuna tinha 350 habitantes (densidade: 56,3 hab./km²).